# Greg Selinger
Gregory Francis Selinger (Regina, 16 febbraio 1951) è un politico canadese.

## Biografia
Selinger è venuto nel Manitoba dal Saskatchewan, era un ragazzo con una madre single. Aveva un piccolo negozio di abbigliamento a Winnipeg.
Selinger ha conseguito un Bachelor in lavoro sociale presso l'Università del Manitoba, un Master in pubblica amministrazione presso la Queen's University e un Ph.D. in filosofia presso la London School of Economics.
Prima di entrare in politica, ha lavorato come professore associato presso la Facoltà di lavoro sociale dell'Università del Manitoba, nell'Ospedale San Bonifacio.